# 覺羅碩德
觉罗碩德，字泉亭，号大潤，满洲镶黄旗人。乾隆壬子举人，嘉庆己巳进士。后官吏部考功司郎中。